# Elena Delle Donne

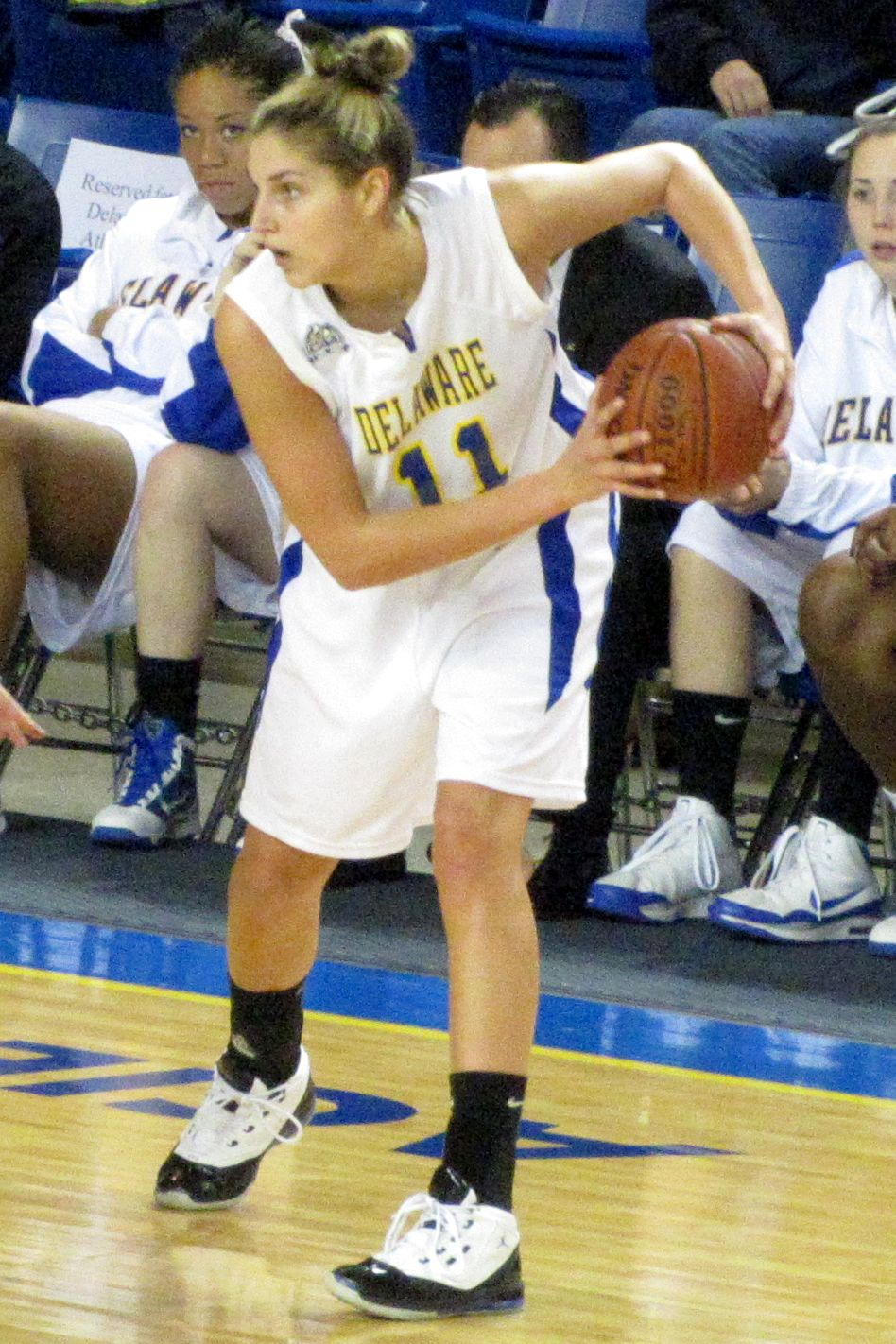
Delle Donne w barwach zespołu akademickiego Delaware Fightin' Blue Hens.

Elena Delle Donne (ur. 5 września 1989 w Wilmington) – amerykańska koszykarka, występująca na pozycji obrończyni oraz skrzydłowej, aktualnie zawodniczka Washington Mystics.

## Osiągnięcia
Stan na 29 stycznia 2022, na podstawie, o ile nie zaznaczono inaczej.

### NCAA
- Uczestniczka rozgrywek NCAA Sweet Sixteen (2013)
- Zawodniczka Roku Konferencji Colonial Athletic Association (CAA – 2010, 2012, 2013)
- Sportowiec Roku Konferencji CAA (2012, 2013)
- MOP (Most Outstanding Player) turnieju CAA (2012, 2013)
- Atletka Roku Delaware (2010, 2012)
- Laureatka:
  - Senior CLASS Award NCAA (2013)
  - NCAA Today's Top 10 Award (2014)
  - Honda Sports Award (2013)
  - UD Outstanding Female Senior Athlete (2013)
- Zaliczona do:
  - I składu:
    - All-American (2012, 2013)
    - Academic All-America (2012, 2013)
    - CAA (2010–2013)
    - obronnego CAA (2010, 2013)
    - turnieju CAA (2010–2013)
    - debiutantek CAA (2010)
    - All-Academic CAA (2010–2013)

  - III składu All-American (2011 przez AP, WBCA)
  - All-American Honorable Mention (2010 przez AP)
- Liderka strzelczyń NCAA (2012)

### WNBA
- Mistrzyni WNBA (2019)
- Wicemistrzyni WNBA (2014, 2018)
- MVP WNBA (2015, 2019[2])
- Debiutantka Roku WNBA (2013)[3]
- Laureatka nagród:
  - Dawn Staley Community Leadership Award (2014, 2015)
  - WNBA Peak Performers Award (2015 w kategorii punktów)
- Uczestniczka meczu gwiazd WNBA (2013–2015, 2017–2019[4])
- Zaliczona do:
  - I składu: 
    - WNBA (2015, 2016, 2018, 2019[5])
    - debiutantek WNBA (2013)

  - II składu WNBA (2013)
  - składu WNBA 25th Anniversary Team (2021)[6]
- Liderka:
  - strzelczyń WNBA (2015)[7]
  - WNBA w skuteczności rzutów wolnych (2013, 2015, 2019)

### Reprezentacja
- Mistrzyni:
  - świata (2018)
  - olimpijska (2016)
  - Uniwersjady (2011)